# Szuwar turzycy brzegowej
Zespół turzycy brzegowej, szuwar turzycy brzegowej (Caricetum ripariae) – zespół roślinności łąkowo-szuwarowej budowany głównie przez turzycę brzegową.

## Charakterystyka
Łąka turzycowa (szuwar niski) zajmująca podmokłe siedliska lądowe – porastająca brzegi cieków i zbiorników wodnych, olsy. Tworzy torfowisko niskie. Siedlisko żyzne (eutroficzne lub mezotroficzne), o odczynie od lekko kwaśnego do lekko zasadowego (siedliska humotroficzne). Podłoże mineralne lub organiczne, torfiejące. Wczesne stadia charakteryzuje większa wilgotność (woda do 0,5 m głębokości),  następne są suchsze. W sukcesji zastępuje zbiorowiska szuwaru wysokiego, a przechodzi w inne rodzaje torfowisk i  turzycowisk, ewentualnie w łozowiska i olsy.
Występowanie
Pospolite w całej Polsce, mniej liczne w części południowej.
Charakterystyczna kombinacja gatunków
ChAss. : turzyca brzegowa (Carex riparia).
ChAll. : turzyca błotna (Carex acutiformis), turzyca tunikowa (Carex appropinquata), turzyca Buxbauma (Carex buxbaumii), turzyca dwustronna (Carex disticha), turzyca zaostrzona (Carex acuta), turzyca sztywna (Carex elata), turzyca prosowa (Carex paniculata), turzyca nibyciborowata (Carex pseudocyperus), turzyca brzegowa (Carex riparia), turzyca dzióbkowata (Carex rostrata), turzyca pęcherzykowata (Carex vesicaria), turzyca lisia (Carex vulpina), szalej jadowity (Cicuta virosa), kłoć wiechowata (Cladium mariscus), przytulia błotna (Galium palustre), kosaciec żółty (Iris pseudacorus), tojeść bukietowa (Lysimachia thyrsiflora), kropidło piszczałkowate (Oenanthe fistulosa), gorysz błotny (Peucedanum palustre), mozga trzcinowata (Phalaris arundinacea), wiechlina błotna (Poa palustris), jaskier wielki (Ranunculus lingua), tarczyca pospolita (Scutellaria galericulata).
ChCl. : żabieniec babka wodna (Alisma plantago-aquatica), ponikło błotne (Eleocharis palustris), skrzyp bagienny (Equisetum fluviatile), manna mielec (Glyceria maxima), trzcina pospolita (Phragmites australis), szczaw lancetowaty (Rumex hydrolapathum), oczeret Tabernemontana (Schoenoplectus tabernaemontani), marek szerokolistny (Sium latifolium), pałka szerokolistna (Typha latifolia).
Typowe gatunki
Charakterystyczna kombinacja gatunków zbiorowiska ma znaczenie dla diagnostyki syntaksonomicznej, jednak nie wszystkie składające się na nią gatunki występują często. Dominantem jest turzyca brzegowa. Inne częściej występujące gatunki to: szczaw lancetowaty, przytulia błotna, karbieniec pospolity, rzepicha ziemnowodna, kosaciec żółty, krwawnica pospolita, psianka słodkogórz i tojeść pospolita.